# Les Ambitieux (film, 1964)
Pour les articles homonymes, voir Les Ambitieux.
Pour plus de détails, voir Fiche technique et Distribution.

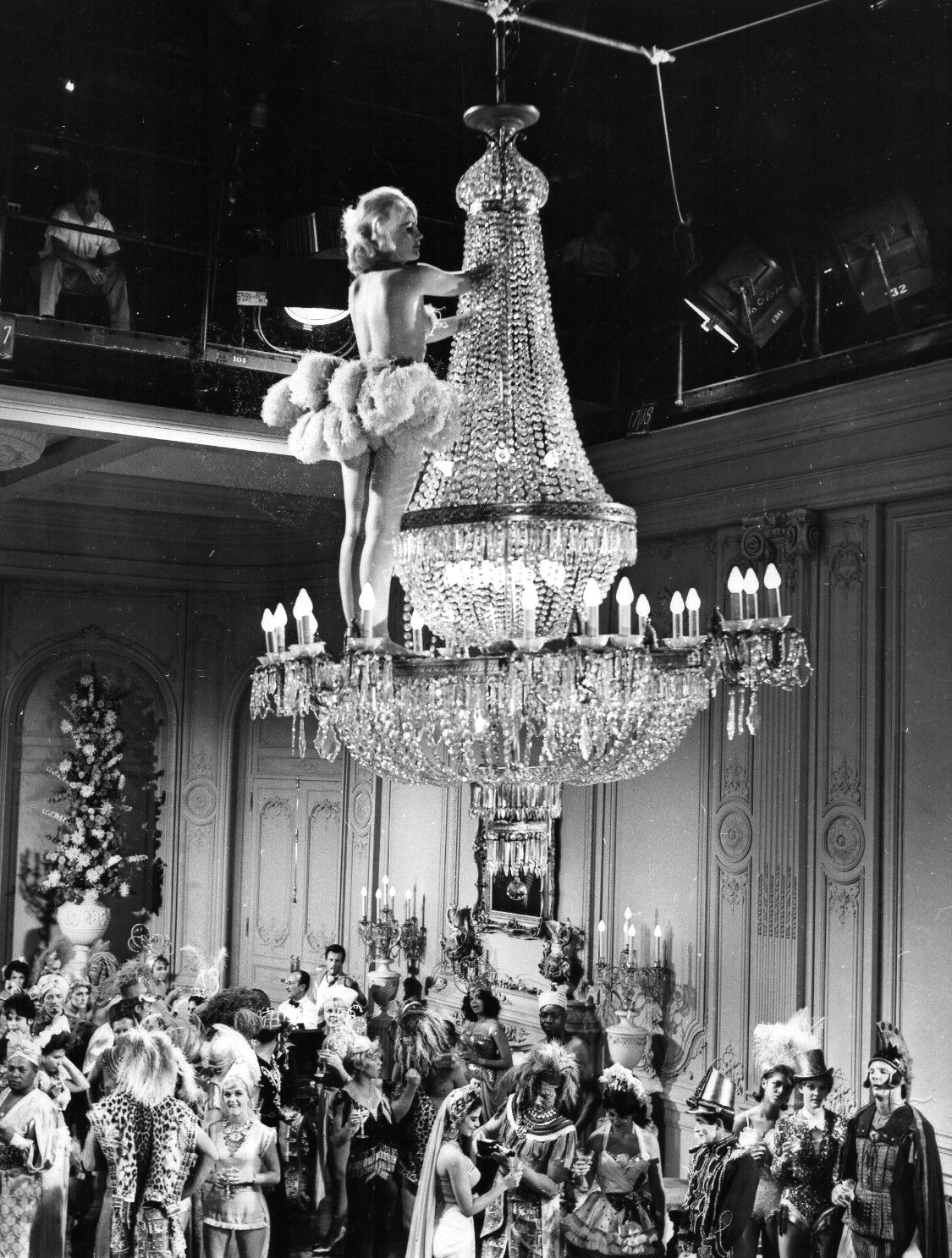
Carroll Baker sur le tournage

Les Ambitieux (titre original : The Carpetbaggers) est un film américain réalisé par Edward Dmytryk et sorti en 1964. Le film est tiré du roman à succès (et à scandale) d'Harold Robbins, publié en 1961 : Les Ambitieux (en)

## Synopsis
Dans les années 1920, le séduisant Jonas Cord Junior est considéré comme "un fils indigne" par son père Jonas Cord Senior, entrepreneur local. À la mort soudaine de ce dernier, Jonas Junior prend le contrôle de l'entreprise familiale Cord Chemical Factory. Aussitôt, il rachète les parts de sa belle-mère, la veuve Rina Marlowe Cord (son ex-fiancée qui a épousé Jonas Senior pour sa fortune). Son seul ami, Nevada Smith, un vacher qui a été comme un père pour lui dans son enfance, quitte la maison de Cord pour entamer une carrière de cow-boy dans le cinéma muet. Pour Jonas Junior, c'est le début d'une vertigineuse ascension économique. S'entourant des meilleurs conseillers et avocats, il construit un empire financier en investissant dans les industries novatrices du plastique et de l'aéronautique civile. 
Par intérêt, il épouse l'héritière Monica Winthrop qu'il néglige ensuite, après avoir écarté son père. Lasse d'être humiliée, Monica divorce, et donne naissance à une fille, loin de son ex-mari. Avec l'avènement du cinéma parlant, Jonas se fait producteur et réalisateur et relance la carrière de Nevada Smith, en perte de vitesse. Il fait aussi tourner Rina, qu'il propulse star de cinéma, mais sans lui offrir l'amour qu'elle attendait. Rina, devenue alcoolique, se tue en voiture et Jonas, pour rentabiliser ses studios après la disparition de sa vedette, la remplace par une copie conforme, Jennie Denton, évitant ainsi l'écroulement financier des actions boursières de son studio. Jonas veut épouser Jennie qui refuse, comprenant qu'elle n'est qu'un objet de plaisir à ses yeux. 
Les collaborateurs de Jonas, écœurés par sa dureté et ses méthodes, se détournent de lui. Nevada Smith se bat avec Jonas qui reconnait enfin que la peur d'être touché par la folie héréditaire dont son frère est mort a guidé toute sa vie. 
Libéré, Jonas renonce enfin à sa façon d'être et revient auprès de Monica et de leur petite fille.

## Thèmes et contexte
Le personnage de Jonas Cord Junior a été inspiré par le milliardaire américain Howard Hughes, aviateur, industriel, producteur de cinéma et amateur de belles actrices dont Jean Harlow qui est évoquée par l'héroïne Rina Marlowe Cord.
Deux ans après ce film, en 1966, Henry Hathaway tournera un western, Nevada Smith, préquelle des Ambitieux qui raconte la jeunesse de l'autre personnage principal de ce dernier, incarné cette fois par Steve Mc Queen.
Dès sa sortie en 1961, le roman dont ces films sont issus avait fait scandale dans les États-Unis des années 1960 encore largement puritains, juste avant la vague de libération sexuelle des années 1970. Il a aussi, de ce fait, rencontré un succès fulgurant, et acquis conjointement une sulfureuse réputation, en raison  de la violence de certains passages et de la crudité de certaines scènes sexuelles. 

Les éditeurs du roman  The Carpetbaggers ne furent jamais assignés au tribunal, mais ils exploitèrent vigoureusement (et avec profit) le territoire que Grove Press avait ouvert. Par exemple, à la deuxième page du roman, alors que l’aviateur Jonas Cord Junior s’approche de la piste d’atterrissage de l’usine d’explosifs de son père, Robbins écrit:  

« Le toit noir de l’usine gisait sur le sable blanc comme une fille sur les draps blancs d’un lit, dont la sombre tache pubienne chuchoterait son invitation au creux   de la nuit obscure. »

En 1961 aux États-Unis une telle image demeurait encore explosive, malgré le terrain défriché peu avant (dès 1959 et 1960)  —  sur ce sujet de la censure pour obscénité de certains passages sexuellement explicites — par Grove Press, l'éditeur de la littérature d'avant-garde, de la Beat Generation, des révolutionnaires (Che Guevara, Malcolm X), mais aussi des œuvres "sulfureuses" de D. H. Lawrence (L'Amant de lady Chatterley), Henry Miller (Tropique du Cancer), William S. Burroughs (Le Festin nu), ou encore Vladimir Nabokov (Lolita, mais pas chez Grove Press cette fois). Or, en 1961, cette maison d'édition venait juste de commencer à obtenir gain de cause contre la censure devant les tribunaux.

## Fiche technique
- Titre : Les Ambitieux
- Titre original : The Carpetbaggers
- Réalisation : Edward Dmytryk
- Scénario : John Michael Hayes d'après le roman The Carpetbaggers d'Harold Robbins (1961)
- Direction artistique : Hal Pereira, Walter Tyler
- Décors : Arthur Krams, Sam Comer
- Costumes : Edith Head
- Musique : Elmer Bernstein
- Photographie : Joseph MacDonald
- Son : John Carter, Charles Grenzbach
- Montage : Frank Bracht
- Tournage extérieur en Californie : Hollywood, Pasadena et Boron (Désert des Mojaves)
- Producteur : Joseph E. Levine
- Sociétés de production : Embassy Pictures Corporation, Paramount Pictures
- Société de distribution : Paramount Pictures
- Pays de production :  États-Unis
- Langue de tournage : anglais
- Format : couleur (Technicolor) — Panavision :
  - Version 35 mm — 2.35:1 — mono (Westex Recording System)
  - Version 70 mm — 2.20:1 — stéréo 6 pistes (Westex Recording System)
- Genre : Film dramatique
- Durée : 150 minutes
- Date de sortie : 9 avril 1964 aux États-Unis
- Affiches : Raymond Elseviers (Belgique), Michel Landi (France)

## Distribution
- George Peppard  (V.F : Jean-Claude Michel) : Jonas Cord Junior
- Carroll Baker  (V.F : Michele Bardollet) : Rina Marlowe Cord
- Alan Ladd (V.F : Serge Sauvion)  : Nevada Smith
- Bob Cummings (V.F : Philippe Mareuil) : Dan Pierce
- Martha Hyer (V.F : Anne Carrère) : Jennie Denton
- Elizabeth Ashley (V.F : Françoise Fechter) : Monica Winthrop
- Martin Balsam (V.F : Pierre Leproux) : Bernard B. Norman
- Lew Ayres (V.F : Maurice Dorleac)  : « Mac » McAllister
- Archie Moore (V.F : Bachir Touré) : Jedediah
- Leif Erickson (V.F : Louis Arbessier) : Jonas Cord Sénior
- Ralph Taeger (V.F : Marc Cassot) : Buzz Dalton
- Arthur Franz (V.F : Serge Lhorca) : Morrissey
- Audrey Totter : la prostituée irlandaise
- Lisa Seagram

Acteurs non crédités :
- Donald Barry : L'animateur radio
- Ann Doran : Une journaliste

## Récompenses et distinctions

### Récompenses
- National Board of Review 1964 : Martin Balsam Meilleur acteur dans un second rôle
- Laurel Awards 1965 :
  - Meilleur film dramatique
  - Carroll Baker Meilleure actrice dramatique (2e place)
  - George Peppard Meilleur acteur dramatique (3e place)

### Nominations
- British Academy Film Awards 1965 :  Elizabeth Ashley nommée pour le Prix de la Nouvelle venue la plus prometteuse dans un rôle principal au cinéma
- Golden Globes 1965 : Elizabeth Ashley nommée pour le  Golden Globe de la meilleure actrice dans un second rôle

## Autour du film
C'est le dernier film auquel participe Alan Ladd (décédé le 29 janvier 1964).